# Calle Cuba
La calle Cuba (en  inglés: Cuba Street) es una de las calles más importantes en Wellington, Nueva Zelanda.
Nombrado en honor de uno de los primeros barcos con colonos a Nueva Zelanda, Cuba, se encuentra al sur del distrito de negocios central, pero todavía en el interior de la ciudad. La calle Cuba fue una vez la ruta de los tranvías de Wellington. Tras la eliminación de los carriles, la sección central de la calle se cerró al tráfico en 1969, y hoy es una de las zonas más concurridas de la actividad peatonal en Wellington. Desde 1995 Cuba ha sido un área histórica registrada bajo la ley de los Lugares Históricos  de 1993, con numerosos edificios con importancia histórica, siendo el Banco de Nueva Zelanda uno de ellos.